# Liste der Kulturdenkmale in Auerbach (Erzgebirge)

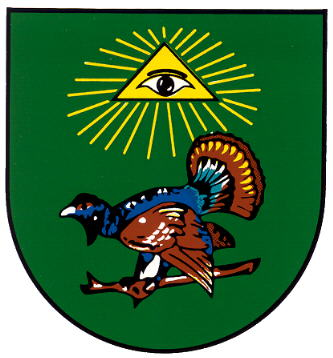
Wappen der Gemeinde Auerbach

In der Liste der Kulturdenkmale in Auerbach (Erzgebirge) sind sämtliche Kulturdenkmale der sächsischen Gemeinde Auerbach (Erzgebirge) verzeichnet, die bis März 2012 erfasst wurden.
Diese Liste ist eine Teilliste der Liste der Kulturdenkmale in Sachsen.

## Legende
- Bild: Bild des Kulturdenkmals, ggf. zusätzlich mit einem Link zu weiteren Fotos des Kulturdenkmals im Medienarchiv Wikimedia Commons. Wenn man auf das Kamerasymbol klickt, können Fotos zu Kulturdenkmalen aus dieser Liste hochgeladen werden:
- Bezeichnung: Denkmalgeschützte Objekte und ggf. Bauwerksname des Kulturdenkmals
- Lage: Straßenname und Hausnummer oder Flurstücknummer des Kulturdenkmals. Die Grundsortierung der Liste erfolgt nach dieser Adresse. Der Link (Karte) führt zu verschiedenen Kartendiensten mit der Position des Kulturdenkmals. Fehlt dieser Link, wurden die Koordinaten noch nicht eingetragen. Sind diese bekannt, können sie über ein Tool mit einer Kartenansicht einfach nachgetragen werden. In dieser Kartenansicht sind Kulturdenkmale ohne Koordinaten mit einem roten bzw. orangen Marker dargestellt und können durch Verschieben auf die richtige Position in der Karte mit Koordinaten versehen werden. Kulturdenkmale ohne Bild sind an einem blauen bzw. roten Marker erkennbar.
- Datierung: Baubeginn, Fertigstellung, Datum der Erstnennung oder grobe zeitliche Einordnung entsprechend des Eintrags in der sächsischen Denkmaldatenbank
- Beschreibung: Kurzcharakteristik des Kulturdenkmals entsprechend des Eintrags in der sächsischen Denkmaldatenbank, ggf. ergänzt durch die dort nur selten veröffentlichten Erfassungstexte oder zusätzliche Informationen
- ID: Vom Landesamt für Denkmalpflege Sachsen vergebene, das Kulturdenkmal eindeutig identifizierende Objekt-Nummer. Der Link führt zum PDF-Denkmaldokument des Landesamtes für Denkmalpflege Sachsen. Bei ehemaligen Kulturdenkmalen können die Objektnummern unbekannt sein und deshalb fehlen bzw. die Links von aus der Datenbank entfernten Objektnummern ins Leere führen. Ein ggf. vorhandenes Icon  führt zu den Angaben des Kulturdenkmals bei Wikidata.

## Liste der Kulturdenkmale in Auerbach (Erzgebirge)
| Bild                                    | Bezeichnung | Lage                                                | Datierung                             | Beschreibung | ID       |
| --------------------------------------- | --- | --------------------------------------------------- | ------------------------------------- | --- | -------- |
| Direkt Bild zu diesem Denkmal hochladen | Arbeiter- und Beamtensiedlung der ehemaligen Feinstrumpffabrik ARWA (A. R. Wieland, Auerbach/Erzgeb.) (Sachgesamtheit)               | Am Büchert 1; 3; 5; 7; 9; 11; 13 (Karte)            | 1913–1927                             | Sachgesamtheit Werkssiedlung Am Büchert/Wirkerstraße, mit folgenden Einzeldenkmalen: - Doppelwohnhaus (Am Büchert 1, 3, siehe Einzeldenkmal 09238168), - Beamtenwohnhaus (Am Büchert 5, siehe Einzeldenkmal 09238169), - Beamtenwohnhaus (Am Büchert 7, siehe Einzeldenkmal 09238170), - Zwölffamilienhaus (Am Büchert 9, 11, siehe Einzeldenkmal 09238171), - Neunfamilienhaus (Am Büchert 13, siehe Einzeldenkmal 09238172), - Zweifamilienhaus (Wirkerstraße 1, 3 siehe Einzeldenkmal 09238173), - Mehrfamilienhaus (Wirkerstraße 5–13 siehe Einzeldenkmal 09238174), - Mehrfamilienhaus (Wirkerstraße 15–23, siehe Einzeldenkmal 09238175) und - Mehrfamilienhaus (Wirkerstraße 25–39, siehe Einzeldenkmal 09238176), - dazu Verbindungsbauten, Treppen, Gärten, Stützmauern und alter Baumbestand (Sachgesamtheitsteile) Architekt: Curt am Ende, Chemnitz, Weitgehend original erhaltene Anlage von baukünstlerischer, baugeschichtlicher und städtebaulicher Bedeutung. | 09305067 |
| Direkt Bild zu diesem Denkmal hochladen | Doppelwohnhaus (Einzeldenkmal zu ID-Nummer 09305067)                                                                                 | Am Büchert 1; 3 (Karte)                             | 1922, laut Bauakte                    | Eingeschossiger massiver Putzbau mit hohem ausgebautem Mansardgeschoss, Mansardwalmdach, profiliertes Traufgesims, korbbogenförmige überdachte Eingänge, originale Türblätter mit quadratischen gesprossten Fenstern. Entwurf und Bauleitung: Curt am Ende (Architekt, Chemnitz), 1922. | 09238168 |
| Direkt Bild zu diesem Denkmal hochladen | Beamtenwohnhaus (Einzeldenkmal zu ID-Nummer 09305067)                                                                                | Am Büchert 5 (Karte)                                | 1923–1924                             | Zweigeschossiger massiver Putzbau auf Granitquadersockel mit zentralem polygonalen Treppenturm mit glockenförmiger Haube, Krüppelwalmdach mit Hechtgaupe, Obergeschoss und eine Giebelseite verbrettert, eine Giebelseite verschiefert, auf der Gartenseite Holzveranden, Gebäude bereits saniert, Fenster nicht denkmalgemäß, Entwurf und Bauleitung: Curt am Ende, 1923, Genehmigung 1924, Die Zugänge zu allen Häusern erfolgen von der etwas höher gelegten Straße über jeweils eine Granitstufentreppe, die die Wohnhäuser verbindenden Riegel sind als Schuppen genutzt. | 09238169 |
| Direkt Bild zu diesem Denkmal hochladen | Beamtenwohnhaus (Einzeldenkmal zu ID-Nummer 09305067)                                                                                | Am Büchert 7 (Karte)                                | 1925, laut Bauakte                    | Zweigeschossiger massiver Putzbau auf Granitquadersockel auf zentralem, querhausartigem Treppenhaus, Satteldach mit Hechtgaupe, überdachte Eingangstür mit originalem Türblatt (gitterartig gesprosstes Glasfeld), originale Kastenfenster, im Erdgeschoss 16-teilig, im Obergeschoss 8-teilig mit Sprossung, Baujahr 1925, Architekten unbekannt, Bauleitung und Ausführung A. R. Wieland. | 09238170 |
| Direkt Bild zu diesem Denkmal hochladen | Zwölffamilienwohnhaus (Einzeldenkmal zu ID-Nummer 09305067)                                                                          | Am Büchert 9; 11 (Karte)                            | 1927, laut Bauakte                    | Zweigeschossiger Massivbau auf Natursteinsockel (hammerrechtes Schichtenmauerwerk), zwei querhausartige Treppenhäuser, steiles Satteldach mit fast über Dachbreite durchlaufender Schleppgaupe, Obergeschoss und Giebel verbrettert, originales Türblatt mit gesprosstem Glasfeld, originaler Fensterbestand, Architekten: Luderer und Schröder (Chemnitz), Entwurf und Baugenehmigung 1927. | 09238171 |
| Direkt Bild zu diesem Denkmal hochladen | Neunfamilienwohnhaus (Einzeldenkmal zu ID-Nummer 09305067)                                                                           | Am Büchert 13 (Karte)                               | 1927 (Mehrfamilienwohnhaus)           | Zweigeschossiger massiver Putzbau mit übergiebeltem Mittelrisalit, steilem Satteldach und breiter Schleppgaupe, Sockel hammerrechtes Schichtenmauerwerk, Obergeschoss und Giebel verbrettert, Rundbogen-Eingang, originale Haustür mit sechsteilig gesprosstem Glasfeld und zwei waagerechten Füllungen, originale Kastenfenster (achtteilig mit Sprossung), an der Straßenfassade zum Teil als zweifach gekuppelte Fenster, Eckfenster an der Nordost-Ecke des Gebäudes, an der nördlichen Giebelseite zum Teil Fensterläden, Fenster- und Türgewände in Feinputz aufgeputzt, Wandflächen originaler Zugputz (horizontal), Architekt: Willy Schönefeld (Chemnitz), Entwurf 1927, Baugenehmigung 1927, Verbindungsriegel zu Nummer 11 ebenfalls von W. Schönefeld, 1928. | 09238172 |
| Direkt Bild zu diesem Denkmal hochladen | Wohnhaus mit Einfriedung und Hofpflasterung                                                                                          | An der Ziegelei 2 (Karte)                           | 1930, laut Bauakte                    | Einfamilienhaus und Büro des Bauunternehmers Georg Strobel, zeittypischer Putzbau mit Walmdach, baugeschichtliche Bedeutung. Zweigeschossiger massiver Klinkerbau mit überdachtem Eingangsbereich, sparsame Gliederung an den Ecken und auf der Wandfläche, Traufgesims, Walmdach mit stehender Schleppgaupe, originale Fenster verloren, Torpfeiler gemauert mit Kugelbekrönung, gemauerte Einfriedung (beides Klinkermauerwerk), Bauherr, Entwurf und Bauleitung: Georg Strobel. | 09238179 |
|                                         | Scheune und Seitengebäude des Dreiseithofes                                                                                          | Anton-Günther-Straße 4 (Karte)                      | 1881, laut Auskunft                   | Landschaftstypische Wirtschaftsgebäude in Fachwerkbauweise und sehr gutem Originalzustand, baugeschichtlich und ortsbildprägend von Bedeutung. - Scheune: zweigeschossiger Fachwerkbau, Straßenseite verbrettert, Satteldach, feldseitige Hocheinfahrt, original achtteilig gesprosste Fenster, - Seitengebäude: Erdgeschoss massiv, Obergeschoss Fachwerk verschiefert, Satteldach mit Schieferdach, Anbau mit Schleppdach, originale Fenster, feldseitige Heulade mit Aufzugsarm. | 09238155 |
|                                         | Wohnhaus, Seitengebäude und Werkstattgebäude eines Dreiseithofes                                                                     | Burkhardtsdorfer Weg 1 (Karte)                      | um 1850                               | Trotz Umnutzung in authentischem Erscheinungsbild erhaltene Hofanlage in Fachwerkbauweise, Teil der alten Ortsstruktur, baugeschichtlich und ortsbildprägend von Bedeutung. - Wohnhaus: Erdgeschoss massiv, Werksteingewände, Tür mit gerader Verdachung, Obergeschoss Fachwerk (Giebelseiten verkleidet), Satteldach, originale Galgenfenster mit Sprossung, im Obergeschoss Winterfenster, ehemals Nutzung des Gebäudes als Mädchenheim, - Seitengebäude: Erdgeschoss massiv, Obergeschoss Fachwerk, Satteldach, originale Fenstergrößen, Gebäude wurde vermutlich als Arbeiter-Doppelwohnhaus umgenutzt (zwei mittige Eingänge und symmetrische Hausstruktur), - Werkstattgebäude: Erdgeschoss massiv, Giebel und Drempel Fachwerk, flaches Satteldach, ehemalige Tischlerwerkstatt, Der Hof wurde später vom Strumpffabrikanten A. R. Wieland (ARWA) erworben, in diesem Zusammenhang wahrscheinlich Umbau und Umnutzung des Seitengebäudes. | 09238149 |
| Direkt Bild zu diesem Denkmal hochladen | Villa (Nr. 9) mit Treppenaufgang und Pforte, Garten mit Pavillon (neben Nr. 9) und Stallgebäude (Nr. 13) einer ehemaligen Gutsanlage | Burkhardtsdorfer Weg 9; 13 (Karte)                  | 1922–1923, laut Bauakte               | Landwirtschaftliches Gehöft für die Fabrikantenfamilie A. Robert Wieland mit Empfangsvilla, im traditionalistischen Stil der Zeit, nach Entwürfen des regional bekannten Chemnitzer Architekten Curt am Ende, baugeschichtlich und ortsgeschichtlich von Bedeutung. - Villa: zweigeschossiger massiver Putzbau in Hanglage auf Granitquadersockel, turmartige polygonale Standerker mit Helm an den straßenseitigen Gebäudeecken, auf der Hofseite polygonaler Vorbau mit Zwiebeldach, Walmdach mit Hecht- und Schleppgaupe und zwei stehenden Gaupen, Fenstergewände aus Porphyrtuff, unterschiedliche Fensterformate (französische Fenster, Rechteckfenster, im 1. Obergeschoss zum Teil quadratische, Fenster denkmalwidrig ohne Sprossung erneuert), zwei originale Eingangstüren zum Garten mit Oberlicht und Rautenmuster, Terrasse, hofseitig korbbogenförmiger Eingang mit originalem Türblatt (gesprosstes Oberlicht und sternförmige Kassettierung), im Treppenhaus originale Türen und Holzvertäfelung mit figürlichen Schnitzereien, Treppenaufgang zum Hof mit kugelbekrönten gemauerten Torpfeilern (Naturstein), Rundbogentor, - Stallgebäude: stattlicher zweigeschossiger Massivbau (verputzt) mit Mansardwalmdach, breiter Dachschleppe und Dachreiter, an der Südseite im Obergeschoss Kammern, aufgesetzte Kunststeingewände der Stallfenster, - Garten: alter Baumbestand (Blutbuchen), Holzpavillon auf oktogonalem Grundriss mit zwiebelturmartiger Haube, Fensterverkleidungen mit spitzem Giebel, Galgenfenster mit vierteilig gesprosstem Oberlicht, Bauleitung und Entwurf: Curt am Ende (Architekt), Zum Gut gehörte ebenfalls eine bereits abgerissene Scheune, ebenfalls von Curt am Ende, Das westliche Wirtschaftsgebäude und die Terrasse mit den Durchgängen stammen vom Architekten Willy Schönefeld, 1933. | 09238167 |
| Direkt Bild zu diesem Denkmal hochladen | Wohnhaus | Gutsweg 4 (Karte)                                   | 1. Hälfte 19. Jahrhundert             | Regionaltypischer Fachwerk-Bau in gutem Originalzustand, baugeschichtlich von Bedeutung. Erdgeschoss massiv, Werksteingewände, gerade Türverdachung, Obergeschoss Fachwerk verkleidet, steiles Krüppelwalmdach. | 09238157 |
| Direkt Bild zu diesem Denkmal hochladen | Scheune und Seitengebäude eines ehemaligen Vierseithofes                                                                             | Hauptstraße 2 (Karte)                               | 1624 Dendro                           | Authentisch erhaltene, regionaltypische Wirtschaftsgebäude eines Bauernhofes, die Scheune besonders wertvoll aufgrund ihres hohen Alters, baugeschichtlich und wirtschaftsgeschichtlich von Bedeutung. - Stall: breitgelagerter Bau, Erdgeschoss massiv, Obergeschoss preußisches Fachwerk, Giebelspitze verbrettert, Krüppelwalmdach, über dem Vorbau Schleppdach, - Scheune: Fachwerk verbrettert, vorkragendes Obergeschoss, Anbau auf Bruchstein-Erdgeschoss mit Hocheinfahrt, Satteldach mit Schieferdeckung, - Remise: Fachwerk verbrettert, feldseitige Giebelseite verschiefert, Satteldach mit Schieferdeckung. | 09238162 |
| Direkt Bild zu diesem Denkmal hochladen | Ehemaliges Armenhaus | Hauptstraße 23 (Karte)                              | 1725, laut Auskunft, später überformt | Auch Siechenhaus und Wohnung des Ortswachtmeisters mit Arrestzelle, Teil der alten Ortsstruktur, baugeschichtlich, ortsgeschichtlich und straßenbildprägend von Bedeutung. Schlichter eingeschossiger massiver Putzbau mit mächtigem Mansarddach und Schleppgaupen, Fenster- und Türgewände Porphyrtuff, zweiflügelige Eingangstür, Giebel verschiefert. | 09238158 |
| Direkt Bild zu diesem Denkmal hochladen | Wohnhaus (ohne Anbau) | Hauptstraße 27 (Karte)                              | 2. Hälfte 19. Jahrhundert             | Regionaltypisches Gebäude in Fachwerkbauweise, Teil der alten Ortsstruktur, baugeschichtlich von Bedeutung. Erdgeschoss massiv (Bruchstein, verputzt), Obergeschoss Fachwerk, allseitig Zierverschieferung, Krüppelwalmdach mit Hechtgaupe, originale Galgenfenster mit geteiltem Oberlicht, im Erdgeschoss Winterfenster. | 09238163 |
| Direkt Bild zu diesem Denkmal hochladen | Wohnhaus | Hauptstraße 33 (Karte)                              | Anfang 19. Jahrhundert                | Regionaltypischer, ortsbildprägender Fachwerk-Bau, baugeschichtlich von Bedeutung. Erdgeschoss massiv, Fenster- und Türgewände Werkstein (überputzt und überstrichen), Eingang mit gerader Türverdachung, Obergeschoss Fachwerk verkleidet, zum Teil historischer Fensterbestand, Satteldach. | 09238156 |
| Direkt Bild zu diesem Denkmal hochladen | Villa mit Einfriedung und Stützmauer sowie Villengarten                                                                              | Hauptstraße 43 (Karte)                              | um 1925                               | Ehemalige Villa des Strumpffabrikanten Otto Uhlmann, repräsentatives Gebäude von baugeschichtlicher, ortsgeschichtlicher und ortsbildprägender Bedeutung. Eingeschossiger massiver Putzbau in Hanglage, Granitquader-Sockelgeschoss, westliche Eingangsvorhalle mit Granitstufentreppe und an der östlichen Ecke polygonaler Standerker mit Glockenförmigem Dach, Walmdach mit Dacherkern, aufgeputzte Pilastergliederung zwischen den Fenstern, originale Galgenfenster (sechsteilig), Stützmauer und Einfriedungspfeiler aus Granitquadermauerwerk. | 09238154 |
| Direkt Bild zu diesem Denkmal hochladen | Neubauernhaus | Hauptstraße 68a (Karte)                             | 1947                                  | Wohnhaus mit Stall- und Scheunenteil unter einem Dach, erhaltenes Beispiel eines Neubauernhauses, baugeschichtlich und sozialgeschichtlich von Bedeutung. Dreizoniger eingeschossiger Bau, Wohn- und Stallteil massiv (verputzt), Scheunenteil verbrettertes Fachwerk, Giebel Fachwerk, Satteldach, zwei stehende Gaupen, eine davon als Heulade, originale Kastenfenster, Architekt: Max Werner (Adelsberg), Bauausführung: Georg Strobel, Baugeschäft. | 09238165 |
| Weitere Bilder                          | Fabrikanlage mit sogenanntem Altbau, Mittelbau und Dreizehnerbau sowie mit straßenseitigem Verwaltungsbau                            | Hauptstraße 76 (Karte)                              | 1902 (sogenannter Altbau)             | Ehemalige Strumpffabrik ARWA (Abkürzung aus dem Namen des Firmengründers und -ortes August Robert Wieland in Auerbach/Erzgeb.), ortsbilddominierende Anlage von überregionaler Bedeutung, größte Fabrikanlage im Ort, Zeugnis der Entwicklung Auerbachs zum Industriedorf mit weitreichenden baulichen und sozialstrukturellen Konsequenzen, baugeschichtlich, industriegeschichtlich und ortsgeschichtlich von Bedeutung. - Altbau: viergeschossiger massiver Putzbau, 3:12 Achsen auf winkligem Grundriss, flach geneigtes Satteldach mit Dachüberstand, Segmentbogenfenster mit Klinkergliederung an den Sohlbänken und Stürzen, zwölfteilige Holzsprossenfenster größtenteils erhalten, (Werkchronik in der Heimatstube Auerbach), - Dreizehnerbau: langgestreckter Baukörper von 25 Achsen Länge, viergeschossig mit Mansarddach, Eckrisalite mit Kolossalsäulen, an den Mittelachsen vorgelagerter Treppenturm mit Mansarddach und geschwungenem Dachfuß, annähernd quadratische Fensteröffnungen, - Mittelbau: Verbindungsbau zwischen Altbau und Dreizehnerbau, viergeschossiger, typischer Industriebau mit Flachdach und komplett durchfensterten Wandflächen, zwischen 3. und 4. Geschoss Aufschrift „VOLKSEIGEN“, - Verwaltungsbau: repräsentativer dreigeschossiger Bau auf hohem Granitquadersockel mit übergiebeltem zweiachsigem Mittelrisalit mit Balkon und straßenseitigen runden Ecktürmchen mit Glockendach, drittes Obergeschoss als Halbgeschoss ausgebildet über Dachschürzen, Krüppelwalmdach, hochrechteckige Fensteröffnungen mit zwanzigteilig gesprossten Kreuzstockfenstern, akzentuierende Stuckreliefbänder an den Türmen und am Risalit. | 09238177 |
| Weitere Bilder                          | Rathaus mit Postamt | Hauptstraße 83 (Karte)                              | 1912, laut Chronik                    | Zeittypischer Putzbau mit Reformstilelementen der Zeit um 1910, baugeschichtlich und ortsgeschichtlich von Bedeutung. Stattlicher zweigeschossiger massiver Putzbau auf Sockel Polygonalmauerwerk aus Granit, asymmetrische Fassadengliederung bringt Funktionstrennung zum Ausdruck: - Rathaustrakt mit dreiseitig aufsteigender Granitstufentreppe mit Säule, Vorhalle, Korbbogenfenster im Erdgeschoss, Eckerker, - Postamt hinter Rathausfassade rückspringend, gerade Granitstufentreppe, Korbbogenfenster, Obergeschoss zum Teil mit gekuppelten Rechteckfenstern, Mansarddach und Ausbauten mit geschweiften Giebeln, Glockenturm mit Uhr. | 09238141 |
| Weitere Bilder                          | Ehemaliges Fabrikgebäude einer ehemaligen Strumpffabrik, heute Schule                                                                | Hauptstraße 87a (Karte)                             | 1910–1915                             | Das Ortsbild dominierender Bau mit markanter architektonischer Fassade, als Zeugnis der Industrialisierung des Ortes von baugeschichtlicher, industriegeschichtlicher und ortsbildprägender Bedeutung. Viergeschossiger massiver Putzbau auf längsrechteckigem Grundriss (10:3 Achsen), Granitquadersockel, viertes Obergeschoss als Art Mansardgeschoss ausgebildet, mit unterbrochener Dachschürze, Walmdach, an der Schaufassade vier über drei Geschosse verlaufende ziegelgemauerte Halbsäulen mit Stuckkapitellen, zwischen den Fensterachsen vertikale Lisenengliederung, optische Gliederung durch den Wechsel von grobem und feinem Putz, annähernd quadratische Fenster, nur im dritten Obergeschoss noch originale, vielteilig gesprosste Holzfenster, Sanierung (neuer Putz) bereits begonnen. 1913 als Fabrikerweiterung der Firma Gotthilf Kurth errichtet, nach 1955 Berufsschule für Strumpffabrik ESDA. | 09238144 |
| Direkt Bild zu diesem Denkmal hochladen | Wohnhaus mit Heiste und Einfriedung                                                                                                  | Hauptstraße 88 (Karte)                              | 2. Hälfte 19. Jahrhundert             | Ortsbildprägender und regionaltypischer Bau mit intakter Fachwerkkonstruktion, ehemals Gemeindeamt, zeitweise Freibank und Polizeistation, baugeschichtlich und ortsgeschichtlich von Bedeutung. Erdgeschoss massiv, Fenster- und Türgewände Werkstein (zum Teil verputzt und überstrichen), Obergeschoss Fachwerk, originale Fenstergrößen, Galgenfenster (zum Teil mit geteiltem Oberlicht), Satteldach, Heiste mit Treppe (Quadermauerwerk) mit schmiedeeisernem Zaun. | 09238140 |
| Direkt Bild zu diesem Denkmal hochladen | Wohnhaus in offener Bebauung mit Stützmauer und Einfriedung                                                                          | Hauptstraße 94 (Karte)                              | um 1890                               | Schlichter zeittypischer Bau, Beispiel für den Einfluss städtischer Bauformen im industrialisierten Dorf, baugeschichtlich und straßenbildprägend von Bedeutung. Zweigeschossiger massiver Putzbau mit Drempel und dreigeschossigem Mittelrisaliten auf Sockel aus Polygonalmauerwerk, Satteldach mit Dachüberstand, Zwerchhaus mit Satteldach und Dachüberstand und Freigespärre über dem Risalit, originaler Glattputz mit sparsamer Gliederung (Nutung im Erdgeschoss, Gurtgesims, im Obergeschoss Gliederung an den Ecken im Drempelbereich), aufgeputzte Fenstergewände, zum Teil profilierte Sohlbänke, gerade Fensterverdachungen und Brüstungsspiegel im Obergeschoss, Betonung des Mittelrisaliten durch gekoppelte Rechteckfenster (im Dachbereich gekoppelte Rundbogenfenster und darüberliegendes Rundfenster), Heiste aus Bruchstein-Mauerwerk und schmiedeeisernem Zaun. | 09238142 |
| Weitere Bilder                          | Ehemalige Schule mit Treppenanlage                                                                                                   | Hauptstraße 98 (Karte)                              | 1893, laut Chronik                    | Historisierender Putzbau mit markantem Mittelrisalit, ortsgeschichtlich von Bedeutung. Zweigeschossiger massiver, symmetrisch gegliederter Putzbau mit betontem Mittelrisalit auf Bruchsteinsockel mit Satteldach, breiter Schleppgaupe und Dachhäuschen über dem Risaliten, Fenster- und Türgewände sowie Gurt- und Traufgesims Hilbersdorfer Porphyrtuff, Obergeschoss-Fenster mit geraden Verdachungen, zentrale Eingangstür mit Dreiecksgiebel verdacht, verkröpftes Traufgesims, in den Giebeln gekoppelte Segmentbogenfenster, originale Galgenfenster. | 09238143 |
| Direkt Bild zu diesem Denkmal hochladen | Villa und Garten | Hormersdorfer Straße 15                             | 1923, laut Bauakte                    | Wohnhaus des Architekten und Baumeisters Hans Fritz Förster, im traditionalistischen Stil der Zeit, baugeschichtliche und ortsbildprägende Bedeutung. Zweigeschossiger massiver Putzbau auf Natursteinquadersockel, auf der Westseite mächtiger Treppenturm mit glockenförmiger Haube, Nordseite mit polygonalem Standerker (Natursteinverkleidung), Walmdach, Nordseite Mansarddach, Schieferdeckung, Eingang mit schräg eingeschnittenem Gewände mit Putzschnittverzierung, geschwungene Türverdachung, Natursteintreppe mit geschwungenen Brüstungen und bekrönenden Kugeln, originale Haustür mit sternförmig gesprossten Glasfeldern, Putzgliederungen an den Fenstern, Bauherr, Bauleitung und Ausführung: Hans Fritz Förster. | 09238136 |
|                                         | Grabanlagen der Familien August Robert Wieland und Albin Keller                                                                      | Kirchsteig (Karte)                                  | um 1910 (Grabmal Keller)              | Künstlerisch und ortsgeschichtlich von Bedeutung. - Grabmal Familie Wieland: terrassierte Anlage mit Stufen und Pfeilern aus Kunststein, Gruft mit gusseiserner Abdeckung (letztere vom Bildhauer Bruno Ziegler, Chemnitz), - Grabplastik: sitzende weibliche Figur mit schlafendem Kind im Schoß und hockendem an der Seite. - Grabmal Familie Keller: ädikulaähnliche Anlage aus Granit mit geschwungenem Giebel, im oberen Drittel der Pilaster eingelassenes Kupferrelief mit der Darstellung eins Webers am Webstuhl und eines sensenden Bauern. - Zum Grabmal Wieland: In der Gruft bestattet sind - - Paul Richard Thierfelder, Architekt, 17.8.1884 Auerbach – 24.9.1917 Resna/Makedonien - Emma Marie Wieland, verheiratet mit dem Geschäftsführer Friedrich Georg Oehme, 7.7.1888 Auerbach – 13.11.1922 Auerbach - August Robert Wieland junior, Kaufmann, 17.5.1903 Auerbach – 13.8.1925 Auerbach - Robert Max Wieland, Mitinhaber der Strumpffabrik ARWA, 15.9.1895 Auerbach – 23.11.1928 Breslau - Robert Rudolf Wieland, Mitinhaber der Strumpffabrik ARWA, 9.6.1899 Auerbach – 14.5.1934 Bad Elster - August Robert Wieland senior, Besitzer der Strumpfwarenfabrik, 7.6.1862 – 18.3.1940 Auerbach. Am 10. August 1916 bat der Fabrikant A. Robert Wieland den Kirchenvorstand der evangelisch-lutherischen Kirchgemeinde zu Auerbach/Erzgebirge um die Überlassung eines Grundstücksteils in der linken oberen Ecke des neuen Friedhofs in der Größe von 178,6 m², um darauf ein Erbbegräbnis errichten zu können. Am 11. Juni 1918 legte Hans Max Kühne erste Entwürfe für eine Grabstelle vor, die bei dem Auftraggeber keine positive Resonanz hervorrief. Die erste Beisetzung war die von Paul Thierfelder. Sein Leichnam wurde aus Makedonien überführt. Ihm folgte die erste Tochter des Fabrikbesitzers. Von diesen zwei Personen existieren noch die Grabinschriften auf dem Bronzedeckel. Der jüngste Sohn wurde 1925 beigesetzt (Suizid), der älteste folgte 1928 (Gehirntumor). 1938 wurde eine Verleihungsurkunde für A. Robert Wieland ausgestellt, rückwirkend auf 1931, mit Festlegung des Pachtverhältnisses für 50 Jahre. Als 1947 die Witwe des Seniorchefs starb, traute man sich nicht, die Gruft zu öffnen, da 1940 bei der Beisetzung Wielands senior die Särge mit Hakenkreuzfahnen bedeckt wurden. | 09238137 |
| Direkt Bild zu diesem Denkmal hochladen | Pfarrhaus | Kirchsteig 3 (Karte)                                | um 1880                               | Stattlicher Putzbau mit Zwerchgiebel, baugeschichtlich und ortsgeschichtlich von Bedeutung. Zweigeschossiger massiver Putzbau auf Sockel aus Polygonalmauerwerk, Rundbogen-Eingang, asymmetrisch angeordnetes Zwerchhaus mit bekrönendem Steinkreuz auf der Giebelspitze, Satteldach, Fenster- und Türgewände aufgeputzt, originale Galgenfenster, originale zweiflügelige Haustür mit strahlenförmig gesprosstem Oberlicht. | 09238164 |
|                                         | Wohnhaus | Ludwig-Jahn-Straße 1 (Karte)                        | Ende 19. Jahrhundert                  | Historisierender Putzbau aus der Zeit der Industrialisierung des Dorfes, einziges Beispiel dieser Art im oberen Ort, baugeschichtlich und ortsentwicklungsgeschichtlich von Bedeutung. Zweigeschossiger massiver Putzbau mit zweiachsigem Mittelrisalit und Dacherker, Gurt- und Traufgesims und mäßig geneigtem Satteldach, profilierte Fenstergewände, Sohlbänke und Verdachungen, Fenster in Risalit und Dacherker zweifach gekoppelt, Dacherkerbekrönung. | 09238180 |
| Weitere Bilder                          | Kirche (mit Ausstattung), Kirchhof mit Kirchhofstor, Leichenhalle und Grabmal an der äußeren Kirchturmwand                           | Obere Hauptstraße (Karte)                           | 1744–1746, im Kern älter              | Kleine Saalkirche mit polygonalem Chorschluss und barockem Turm, baugeschichtlich und ortsgeschichtlich von Bedeutung. - Kirche: kleiner Emporensaal, wohl gotischen Ursprungs, Umbau 1744–1746, dabei der Turm und die Sakristei errichtet. Innenerneuerung um 1848. Restaurierungen 1951–1956, 1977/78 (außen) und 1989–1993 (innen). Putzbau mit dreiseitigem Ostschluss und kräftigem Westturm über quadratischem Grundriss, im Obergeschoss oktogonal, als Abschluss geschweifte Haube und Laterne. - Im Innern flachgedeckt, spätklassizistischer Kanzelaltar von 1848. - Drei Schnitzfiguren eines ehemaligen Altars, die heiligen Georg, Katharina und Barbara, Anfang 15. Jahrhundert, - Die Schnitzfigur der Anna Selbdritt, Anfang 16. Jahrhundert (alle ohne Fassung). - Steinmüller-Orgel von 1846–1848, Umbau durch Jehmlich 1937. - An der äußeren Turmsüdwand Granitgrabplatte für den Schulmeister Georg Vieweger (gestorben 1690). | 09238135 |
| Direkt Bild zu diesem Denkmal hochladen | Ehemalige Kirchschule | Obere Hauptstraße 2 (Karte)                         | um 1796, laut Chronik                 | Barocker Putzbau mit Segmentbogenportal, baugeschichtlich und ortsgeschichtlich von Bedeutung. Zweigeschossiger massiver Putzbau, Fenster- und Türgewände Porphyrtuff, Segmentbogentür mit Schlussstein, Gurtgesims Werkstein, hölzernes Traufgesims, Krüppelwalmdach mit Schieferdeckung. | 09238134 |
| Direkt Bild zu diesem Denkmal hochladen | Wohnhaus | Obere Hauptstraße 39 (Karte)                        | bezeichnet 1840                       | Zeittypischer und landschaftstypischer Fachwerk-Bau, Teil der alten Ortsstruktur, baugeschichtlich und ortsbildprägend von Bedeutung. Erdgeschoss massiv, Fenster- und Türgewände Werkstein, gerade Türverdachung, bezeichnet 1840 am Türsturz der Hoftür, Obergeschoss Fachwerk, straßenseitig verschiefert, Hofseite verbrettert, Giebelseiten verkleidet, Krüppelwalmdach mit Schieferdeckung, hofseitig lange Hechtgaupe, originale Galgenfenster mit geteiltem Oberlicht, im Erdgeschoss zum Teil Winterfenster. | 09238132 |
| Weitere Bilder                          | Schulgebäude mit Treppenanlage und zwei Plastiken sowie Terrasse                                                                     | Obere Schulstraße 7 (Karte)                         | bezeichnet 1950–1951                  | Stattliches Schulgebäude als Beispiel für ein in den 1930er Jahren geplantes und nach dem Zweiten Weltkrieg realisiertes Bauprojekt, Werk des regional bekannten Architekten Curt am Ende, baugeschichtlich und ortsbildprägend von Bedeutung. Zweigeschossiger massiver Putzbau auf Natursteinsockel, Walmdach mit Glocken-/Uhrtürmchen, halbrunde Terrasse, davor Freitreppe mit zwei lesenden Kinderfiguren an den Wangenenden, Architekt: Curt am Ende, Vorentwurf 1931, Entwurf 1939, Ausführung 1950/51. bezeichnet 1950–1951 an der Inschrifttafel an der Terrassenmauer. | 09238147 |
|                                         | Ehemaliges Kino | Schulgutweg 12 (Karte)                              | 1938, laut Bauakte                    | Lang gestreckter verputzter Massivbau auf Bruchsteinsockel, baugeschichtlich und ortsgeschichtlich von Bedeutung. Eingeschossiger lang gestreckter verputzter Massivbau auf Bruchsteinsockel, Eingangsvorhalle mit Bruchsteineinfassung, Zugang über Stufen, Walmdach mit Schieferdeckung, über dem Eingang vorkragend, bauzeitliche Eingangs- und Ausgangstüren erhalten, Das Lichtspielhaus ließ Alfred Görner errichten, Bauoberleitung: Architekt Curt Heß (Auerbach). | 09238166 |
| Direkt Bild zu diesem Denkmal hochladen | Doppelwohnhaus | Steinweg 2; 4 (Karte)                               | 1929, laut Auskunft                   | Holzhaus, für die Region seltenes Beispiel des beginnenden Fertigteilhausbaus, Typenhaus des auf diesem Gebiet führenden Büros Christoph & Unmack, Niesky, baugeschichtlich und straßenbildprägend von Bedeutung. Eingeschossiges Fertigteil-Doppelhaus mit zentralem Zwerchgiebel und steilem Satteldach mit Überstand, im Erdgeschoss Bohlen sichtbar, Giebel verbrettert, originale Fenster größtenteils erhalten, Schiebeläden, originale Türen, Bauherr: Gemeinnützige Baugenossenschaft e.G.m.b.H. Auerbach, Ausführung: Christoph & Unmack Aktiengesellschaft, Niesky (Architekten Küster und Abel). | 09238183 |
| Weitere Bilder                          | Kilometerstein | Thumer Straße (Karte)                               | nach 1858                             | Hoher Stein, mit Beschriftung, verkehrshistorische Bedeutung. Zirka ein Meter hoher Granitquader mit Rundbogenabschluss im Kreuzungsbereich der Landstraßen nach Thum und Gelenau. | 09238184 |
| Direkt Bild zu diesem Denkmal hochladen | Wohnhaus | Thumer Straße 4 (Karte)                             | 1. Hälfte 17. Jahrhundert             | Wohl ältestes Gebäude im Ort, Fachwerkkonstruktion mit Andreaskreuzen und Kopfstreben, trotz starker baulicher Veränderungen im Erdgeschoss von baugeschichtlicher, hausgeschichtlicher und ortsbildprägender Bedeutung. Erdgeschoss massiv, überformt (Vergrößerung der Fensteröffnungen), Obergeschoss Fachwerk, im Brüstungsbereich Andreaskreuze, Giebelseiten verschiefert (mit Zierverschieferung um die Fenster), Satteldach mit Aufschiebling, denkmalgerechte Holzfenster mit Sprossung. | 09238139 |
| Direkt Bild zu diesem Denkmal hochladen | Zweifamilienwohnhaus (Einzeldenkmal zu ID-Nummer 09305067)                                                                           | Wirkerstraße 1; 3 (Karte)                           | 1913–1914, laut Bauakte               | Eingeschossiger Massivbau auf flachem Schiefersockel mit Mansarddach, risalitartigem seitlichem Aschehaus/Kohlenlager und überdachtem Verbindungsriegel mit Rundbogen-Eingang, davor zwei Granitstufen, rückseitig zwei kleine Erker und Gärten, Fenster ausgetauscht und zum Teil zugesetzt, originale Tür mit kleinem Rundbogenglasfeld, Architekt Paul Thierfelder, Planung 1913, Genehmigung 1914. Zwischen den einzelnen Gebäuden der Siedlungsanlage befinden sich kleine Gassen, die zu den am Hang gelegenen Gärten führen und den Blick auf den Komplex der Strumpffabrik ARWA (jetzt Esda) freigeben. | 09238173 |
| Direkt Bild zu diesem Denkmal hochladen | Mehrfamilienhaus (Einzeldenkmal zu ID-Nummer 09305067)                                                                               | Wirkerstraße 5; 7; 9; 11; 13 (Karte)                | 1924, laut Bauakte                    | Zweigeschossiger Massivbau auf Granitsockel mit hohem giebelständigen Eckrisalit an der Südost-Seite, vor den Eingängen Granitstufen mit sockelhohen Wangen (Granit), Obergeschoss verbrettert, Dachschürze, Satteldach, einseitig mit Krüppelwalm, originale Kastenfenster (sechsteilig mit Sprossung, profiliertes Querholz), originale Haustür mit gesprosstem Glasfeld und Aufdoppelung (einen gedrungenen kannelierten Pilaster andeutend), Kunststein-Sohlbänke und Andeutung von Natursteingewänden durch rötliche Farbfassung des Putzes um die Fenster und Türen. | 09238174 |
| Direkt Bild zu diesem Denkmal hochladen | Mehrfamilienhaus (Einzeldenkmal zu ID-Nummer 09305067)                                                                               | Wirkerstraße 15; 17; 19; 21; 23 (Karte)             | 1924, laut Bauakte                    | Zweigeschossiger Massivbau auf Granitsockel mit hohem giebelständigen Eckrisalit mit Satteldach an der Nordseite, vor den Eingängen Granitstufen mit sockelhohen Wangen (Granit), Obergeschoss verbrettert, Dachschürze, Satteldach, einseitig mit Krüppelwalm, originale Kastenfenster (sechsteilig mit Sprossung, profiliertes Querholz), originale Haustür mit gesprosstem Glasfeld und Aufdoppelung (einen gedrungenen kannelierten Pilaster andeutend), Kunststein-Sohlbänke und Andeutung von Natursteingewänden durch rötliche Farbfassung des Putzes um Fenster und Türen. | 09238175 |
| Direkt Bild zu diesem Denkmal hochladen | Mehrfamilienhaus (Einzeldenkmal zu ID-Nummer 09305067)                                                                               | Wirkerstraße 25; 27; 29; 31; 33; 35; 37; 39 (Karte) | 1924, laut Bauakte                    | Zweigeschossiger Massivbau auf Granitsockel mit zwei hohen giebelständigen Eckrisaliten mit verbretterten Giebeln, vor den Eingängen Granitstufen mit sockelhohen Wangen (Granit), Obergeschoss verbrettert, Dachschürze, Satteldach, originale Kastenfenster (sechsteilig mit Sprossung, profiliertes Querholz), originale Haustür mit gesprosstem Glasfeld und Aufdoppelung (einen gedrungenen kannelierten Pilaster andeutend), Kunststein-Sohlbänke und Andeutung von Natursteingewänden durch rötliche Farbfassung des Putzes um die Fenster und Türen. | 09238176 |

## Ehemalige Kulturdenkmale
| Bild                                    | Bezeichnung                  | Lage                           | Datierung                                                       | Beschreibung | ID       |
| --------------------------------------- | ---------------------------- | ------------------------------ | --------------------------------------------------------------- | --- | -------- |
|                                         | Häuslerhaus                  | Am Anger 5 (Karte)             | 3. Viertel 19. Jh. (Häusleranwesen)                             | Häuslerhaus; regionaltypischer Bau, Teil der alten Ortsstruktur, als Ausgangspunkt der Wielandschen Textilproduktion von ortshistorischer Bedeutung                                                                      | 09238150 |
|                                         | Wohnhaus                     | Anton-Günther-Straße 1 (Karte) | Um 1905 (Wohnhaus)                                              | Wohnhaus; authentisch überkommener zeittypischer Mietshausbau aus der Zeit der Industrialisierung des Dorfes, im Zusammenhang mit Nr. 6 und Nr. 10 ortsbildprägendes Ensemble                                            | 09238181 |
| Direkt Bild zu diesem Denkmal hochladen | Häuslerhaus (ohne Anbau)     | Hauptstraße 9                  | 2. Hälfte 19. Jh. (Häusleranwesen)                              | regionaltypischer Bau in gutem Originalzustand von ortsbildprägender Bedeutung | 09238161 |
| Direkt Bild zu diesem Denkmal hochladen | Häuslerhaus                  | Hauptstraße 22                 | 2. Hälfte 19. Jh. (Häusleranwesen)                              | in gutem Originalzustand 2. Hälfte 19. Jh. erhaltenes regionaltypisches Häuslerhaus in ortsbildprägender Lage | 09238160 |
| Direkt Bild zu diesem Denkmal hochladen | Wohnhaus in offener Bebauung | Hauptstraße 60                 | Um 1880 (Wihnhaus)                                              | Zeugnis der städtischen Überformung des Dorfes | 09238153 |
| Direkt Bild zu diesem Denkmal hochladen | Häuslerhaus (ohne Anbau)     | Hauptstraße 64                 | 3. Viertel 19. Jh. (Häusleranwesen)                             | regionaltypischer Bau in gutem Originalzustand | 09238152 |
| Direkt Bild zu diesem Denkmal hochladen | Häuslerhaus                  | Hauptstraße 87                 | bez. 1871 (Türsturz), wohl aber älter, 1832 (Chronik, Auskunft) | ehem. Stammhaus der Strumpffabrik Fa. Kurth, ortshistorische Bedeutung in Zusammenhang mit Fabrikgebäude Nr. 87a, Beispiel für die Entwicklung eines Familienbetriebes von der Handwirkerei zur industriellen Produktion | 09238145 |
| Direkt Bild zu diesem Denkmal hochladen | Häuslerhaus                  | Obere Hauptstraße 66 (Karte)   | 2. Hälfte 19. Jh. (Häusleranwesen)                              | Häuslerhaus; ortsbildprägender Bau in gutem Originalzustand, Teil der alten Ortsstruktur | 09238133 |
| Direkt Bild zu diesem Denkmal hochladen | Häuslerhaus (ohne Anbau)     | Thumer Straße 2                | um 1830 (Häusleranwesen)                                        | regionaltypischer Bau mit ortsbildprägender Bedeutung | 09238138 |